# Periodisme de videojocs

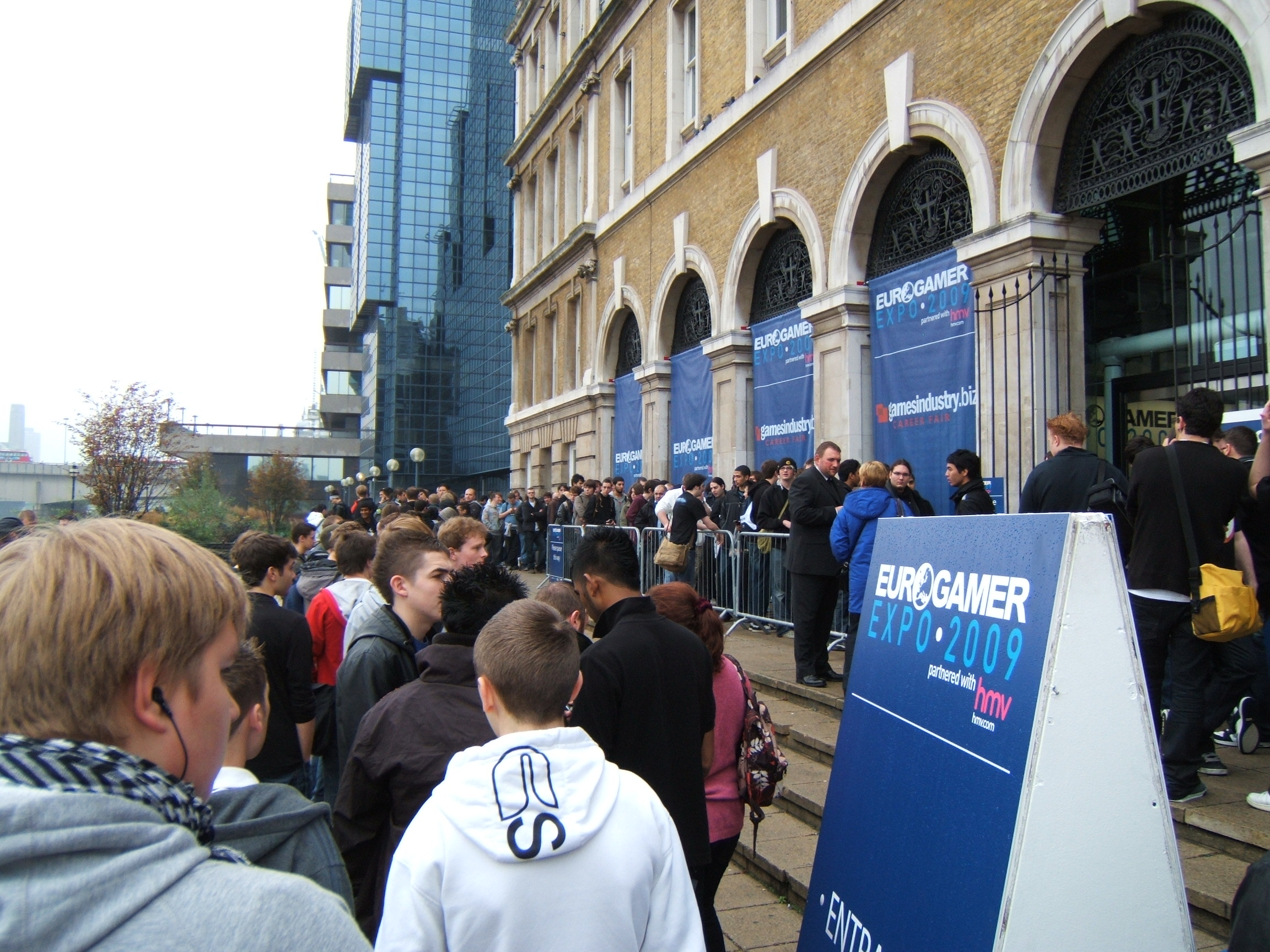
Exposició dEurogamer, important lloc web britànic enfocat en notícies, crítiques i anàlisis relacionat amb els videojocs.

El periodisme de videojocs és una forma de periodisme que informa sobre temes relacionats amb la indústria dels videojocs. Està basat en la informació, anàlisi, crítiques, avanços i reportatges sobre consoles i videojocs. La forma habitual de presentar-se és en publicacions mensuals com revistes especialitzades, però el recent creixement de les publicacions en línia ha estat important. En les revistes a vegades contenen a dins demos de videojocs, imatges i altres fitxers en CD o DVD dels productes i títols anunciats o explicats en la publicació escrita. El segment en línia es decanta per la descàrrega a través d'Internet.
Algunes de les conegudes revistes de videojocs serien Electronic Games, Gamefan, Nintendo Power, Kotaku, Electronic Gaming Monthly, Edge, GamePro, Tips & Tricks, Game Informer, Famitsu, OPM i PSM.

## Història de les revistes impreses de videojocs
La primera revista a cobrir la indústria dels videojocs que encara està en publicació contínua només per subscripció, és la revista diària comercial Play Meter que va començar la seva publicació el 1974 i va cobrir la totalitat de la indústria d'entreteniment de les màquines recreatives a monedes.
La primera revista impresa orientada al món del consum dedicada exclusivament als videojocs va ser Computer and Video Games que es va estrenar al Regne Unit el novembre del 1981, dues setmanes abans del primer llançament estatunidenc de la propera publicació més antiga dels videojocs, Electronic Games magazine.
La publicació més antiga de videojocs, en circulació contínua (a partir de 2008) va ser Computer Gaming World, o CGW (ara es coneix com a Games For Windows), que també es va estrenar el 1981, però no es reconeix per ser el primer íntegrament, ja que va començar a publicar-se com a butlletí quinzenal abans de convertir-se en una revista de gran escala.

## Revistes impreses en català sobre videojocs
La primera gran publicació impresa en català sobre videojocs va aparèixer a mitjans dels 90 del segle xx, sota el nom de Mega Flash, en plena transició de les consoles amb gràfiques 2D a les noves màquines que podien moure gràfics poligonals. El plantejament seguia l'estil de les diverses revistes estatals de l'època, similars a Hobby Consolas o Micromania.

L'1 desembre del 2018 es va presentar la revista El Tecnològic, de la qual es varen traure quatre números. A banda d'articles escrits per la mateixa editorial, també s'incloïen d'altres elaborats per algunes de les comunitats catalanoparlants de videojugadors d'aquells anys.

## Història de les publicacions basades en web de videojocs
Hi ha conflictes sobre quina de les dues primeres revistes electròniques de videojocs va ser el "primer publicat regularment" en línia. Originalment a partir d'una impressió fanzine l'abril de 1992, La revista Game Zero, afirma haver posat en marxa una pàgina web el novembre de 1994, amb el primer anunci formal de la pàgina a l'abril de 1995. El lloc web de Game Zero es basa en una impressió de la revista bimestral amb base a Central Ohio amb una circulació de 1500 exemplars que va esdevenir un revista basada en CD-ROM amb una circulació de 150.000 en el seu màxim apogeu. El lloc web s'actualitzava cada setmana durant el seu període actiu de 1994-1996.
Una altra publicació, l'anomenada Intelligent Gamer Online ("IG Online") es va estrenar com a lloc web complet l'abril 1995, i tot i que el lloc web rebia actualitzacions periòdiques sobre una base diària malgrat ser anomenat "bi-setmanal". El Intelligent Gamer havia estat publicant en línia en anys anteriors a la popularització de la web, que originalment es basa en una descàrrega desenvolupada per Joe Barlow i Jeremy Horwitz el 1993. Horwitz i Anthony Shubert, publicador d'Usenet van fer de "Intelligent Gamer Online", una sèrie de mini-llocs webs interactius per a America Online (AOL) i els serveis en línia de Los Angeles Times de finals de 1994 i principis de 1995. En aquest moment, es va considerar com "la primera revista de videojocs nacional només en línia."
Game Zero Magazine va cessar la publicació activa el 1996 i es manté com un lloc d'arxiu. Els esforços de Horwitz i Shubert, van deixar el suport d'una biblioteca de gran contingut web creat amb el temps permès que IG Online per ser adquirida per Sendai Publishing i Ziff Davis Media, els editors del llavors líder mensual estatunidenc de la publicació impresa de videojocs que la va transformar en una propietat d'impressió per separat el febrer de 1996.

### Periodisme de videojocs i nous mitjans
La premsa tradicional de videojocs també ha patit els canvis dels nous mitjans. El videojoc és una tecnologia passada de temps, per tant molts jugadors, que es defineixen com els interessats com per considerar la compra de les publicacions impreses de videojocs, pot utilitzar la Internet per trobar informació rellevant. Això, juntament amb el ràpid ritme de la indústria dels videojocs, ha erosionat la influència de la impressió en el periodisme de videojocs. En canvi, una revista d'impressió típica és una publicació mensual, i té de mitjana un termini d'execució de tres mesos entre el moment en què qualsevol article o anàlisi s'escriu quan finalment es lliura a les mans dels lectors. Això crea una situació on la premsa escrita és sempre un parell de mesos darrere dels seus homòlegs en línia en la cobertura de notícies.
Future Publishing és un exemple de la caiguda en mitjana edat en el sector dels videojocs. El 2003, el grup es va obtenir de diversos milions de beneficis i un fort creixement de GBP, però a principis de 2006 van emetre advertències de guanys i el tancament de les revistes rendibles (no relacionats amb els videojocs). Després, a finals de novembre de 2006, l'editorial va informar d'una pèrdua abans d'impostos de 49 milions de lliures esterlines (96 milions de dòlars) i la venda - per tal de reduir el seu nivell de deute bancari - de la filial italiana Future Media Italy.
A mitjan 2006, el cap de desenvolupament de negocis d'Eurogamer, Pat Garratt, va escriure una crítica del periodisme escrit de videojocs que no s'havia adaptat a la web, funció de l'experiència prèvia en la impressió per oferir una explicació dels reptes que enfronten les empreses com Future Publishing i per què creia que no havia superat el problema.
Això després combinat amb l'abandonament dels mitjans de comunicació de masses cap a grups d'experts per crear un mercat en creixement per a la programació de videojocs a mida. Aquesta cobertura en videojocs, en comptes de tractar de ser objectiu, reconeix que està escrit des d'una certa perspectiva. Alguns mitjans, com el mitjà de comunicació social Game People, per exemple, fins i tot utilitza aquesta tendència com un únic punt de venda del seu contingut.

#### Periodisme independent de videojocs
Les impressions pròpies fanzines sobre videojocs han existit des de l'arribada de les primeres consoles domèstiques, va ser la inclusió d'Internet en la vida de la majoria dels jugadors que va donar als escriptors independents una veu real en el periodisme de videojocs. En un primer moment ignorat per la majoria dels editors de videojocs més importants, no va ser sinó fins a les comunitats van desenvolupar un nombre de lectors influents i dedicats, i produeix cada vegada més professionals (o gairebé professionals) per escrit que els llocs webs es van guanyar l'atenció d'aquestes grans empreses.
Els llocs web independents de videojocs són en general, sense ànim de lucre, i els ingressos, es destinen a les despeses d'allotjament i, a vegades, el pagament dels seus autors. Com el seu nom indica, no estan afiliats amb cap empresa o estudis, encara que el biaix és inherent en el model regulat a què se subscriguin. Mentre que molts llocs independents són també en forma de blogs (la gran majoria, de fet, depenent com es miri per escala), el model de "enviat per l'usuari", on els lectors escriuen històries que són moderades per un equip editorial, també és conegut.
En els últims temps alguns dels llocs independents més grans han començat a ser comprades per grans companyies de mitjans, com és el cas de Ziff Davis Media, que disposen actualment d'una sèrie de llocs web independents.

## Periodisme de videojocs en català
Un gran gruix de lectors, oients i espectadors de Catalunya ha consumit tradicionalment el periodisme de videojocs en castellà o en anglès. Aquesta situació és deguda a la falta de mitjans de referència sobre aquest tema en català i al fet de ser una indústria que, habitualment, ha obviat aquesta llengua en els seus productes (sovint només els trobem en les quatre o cinc llengües amb més parlants). Si bé es veritat que trobem molts mitjans amb seccions especialitzades o que cobreixen esdeveniments concrets, no hi ha cap mitjà exclusiu amb presència comparable als grans noms en castellà o anglès.
Actualment, hi ha propostes periodístiques que s'han anat consolidant durant la primera dècada del segle XXI. Capçaleres digitals com Xe Quin Pasme!, Lúdica, 3Dnassos, Alerta Jocs, Retroscroll o Nintenhype han anat cobrint l'escena del periodisme del videojoc en llengua catalana ja sigui parlant-ne des d'una vessant molt concreta o des d'una mirada més amplia.
Pel que fa a la ràdio, programes com Generació Digital de Catalunya Ràdio, Freaks and Bits de Ràdio Sant Quirze, Ready to Play de Ràdio Molins de Rei, One Up de Ràdio Sabadell o La Culpa és dels videojocs d'Ona de Sants fan una aproximació generalista al fenomen videolúdic. Més enllà d'espais amb vocació periodística, també trobem un gran nombre de blogs, tuitaires, youtubers com 15' de joc i altres influenciadors agrupats al voltant de la comunitat de Gaming.cat, Valentubers i Youtubers.cat que contribueixen en la creació d'un espai mediàtic.

## Ètica
Els mitjans de la indústria dels videojocs són criticades per la celebració de laxitud de les normes periodístiques. Els comentaris són l'aspecte més controvertit, amb problemes en les següents àrees:
Conflictes d'interès
Una publicació analitzant un videojoc quan s'ha rebut ingressos per publicitat dels editors del videojocs o hagin estat convidats a festes sumptuoses com a "dia de la premsa", és sovint sota sospita. Les anàlisis per revistes de consoles 'oficials' com Nintendo Power, Official PlayStation Magazine o la Official Xbox Magazine, tots tenen vincles financers directes als seus titulars de respectives plataformes, i en general es troben en posicions similars. Els editors han estat coneguts per retenir el material i/o diners de la publicitat de les publicacions que no s'ajustin als seus desitjos (per exemple fent que el videojoc en qüestió sigui el tema de portada) o no mostrar el joc amb una posició positiva.
El temps emprat en el videojoc
A diferència dels mitjans de comunicació lineal, per aconseguir una noció completa d'un videojoc pot requerir molt més temps que el temps que es necessita per jugar de principi a fi. Arran d'això, els jocs com ara els videojocs de rol poden durar centenars d'hores. Els analitzadors de videojocs tendeixen a tenir problemes en donar la informació completa d'un videojoc si no s'ha arribat a adquirir prou informació per arribar a criticar-lo.
Una famosa exposició de temptades va ser publicat per Mike Krahulik a Penny Arcade el setembre de 2006: va disseccionar una anàlisi de Enchanted Arms i entre altres resultats, la conclusió va ser que l'analitzador havia jugat només tres hores de les cinquanta del videojoc abans de formar la seva opinió. Aquesta conclusió va ser més tard refutat per l'editor de l'anàlisi en qüestió, citant la prova del compliment dels objectius adquirits en el videojoc.

## Publicacions importants
Vegeu: Categoria:Llocs web de videojocs
vegeu: Categoria:Revistes de videojocs

### Consum
Blogs - Joystiq, Kotaku, Destructoid, Gaming-Unleashed, ScrewAttack
Cinc exemples de blogs que van sorgir gairebé al mateix temps. Apropen les últimes novetats i rumors del món dels videojocs, i són considerats com els principals tabloides dels llocs web de periodisme de videojocs.
En línia - 1UP, IGN, GameSpot, GameSpy, GamesRadar, Eurogamer, Bitmob, ScrewAttack, Gaming-Unleashed, MeriStation (el lloc web de videojocs en castellà més famós i visitat)
Nou exemples importants de periodisme videojocs en línia. Tots intenten satisfer a un públic ampli, contenen enormes quantitats d'informació en totes les plataformes principals, ofereixen subscripcions de pagament (amb l'excepció de 1UP, GamesRadar i Eurogamer) i té àmplies funcions de la comunitat.
Basat en vídeos - GameTrailers, ScrewAttack
Un lloc web de mitjans de comunicació que s'especialitza en el contingut de vídeo relacionat amb els videojocs. S'ofereix accés gratuït a la programació original (com anàlisis i vistes prèvies), tràilers de videojocs i jugabilitat gravada. Molts dels clips de vídeo s'ofereixen en alta definició juntament amb definició estàndard.
Guies d'estratègia, i vistes prèvies - Prima Games
Un dels majors productors de guies de vídeojocs, amb més de 1000 llibres publicats, entre Oficials i No Autoritzades, els publicadors de tutorials, així com les anàlisis i les vistes prèvies, tant de videoconsola i dels programes d'ordinador personal.
Impreses
Edge
Famitsu
GamePro
Game Informer
Nintendo Power
Official PlayStation Magazine (United States, United Kingdom, Australia)
Official Xbox Magazine
Play
PC Gamer
BioGamer Girl Magazine

Impreses o digitals espanyoles o escrites en llengua castellana
Hobby Consolas: Dedicada principalment als videojocs disponibles en sistemes de consoles domèstiques de videojocs.
MicroManía: Revista nascuda el 1985 dedicada principalment als videojocs disponibles per a ordinador.
PSNow!: Coneguda revista digital exclusiva per a la consola PlayStation Portable.
Impreses o digitals en català
Lúdica
3DNassos
Televisió
Good Game
X-Play
GameTrailers TV

### Publicacions comercials
Imprès - Game Developer Magazine
En línia - Gamasutra
La revista més gran (amb 35.000 exemplars), i el seu lloc web associat. Enfocat a l'Amèrica del Nord.
Imprès/En línia - MCV
Publicació comercial del regne Unit (amb 10.000 exemplars). Inusualment, es publica setmanalment.
En línia - GamesIndustry.biz
Lloc web comercial famós i enfocat a Europa.